# Agía Marína (Égine)
Agía Marína, en grec moderne : Αγία Μαρίνα, est un village de l'île d'Égine en Attique, Grèce. 
Selon le recensement de 2011, la population du village compte 277 habitants.